# Udo Glanz
Udo Glanz (* 10. Juli 1972 in Ulm) ist ein deutscher Pädagoge, Autor und Verleger in Freiburg im Breisgau. Er gilt als einer der Pioniere bei der Einführung von Beruf- und Schul-MOOCs im deutschen Sprachraum durch Publikationen und vermittelt diese Lernform an den Freiburger Hochschulen. Ein praktisches Beispiel eines MOOCs findet sich im EU-Projekt Biofector.

## Leben und Wirken
Glanz besuchte die Grundschule in Staig (Alb Donau Kreis) und die Realschule in Ulm-Wiblingen. Nach einer Lehre mit Abschluss als Industriemechaniker bei IVECO Magirus erwarb er die fachgebundene Hochschulreife an der Technischen Oberschule Ferdinand von Steinbeis Schule in Ulm. Es schloss sich das Lehramtsstudium an der Pädagogischen Hochschule in Freiburg im Breisgau an. Nach dem Referendariat in Pfullingen und Reutlingen wurde er Lehrer an der Gewerbeschule und Theodor-Heuss-Realschule in Lörrach. Sein besonderes Interesse galt neuen Unterrichtsmethoden, weshalb er sich MOOCs zuwandte und in Fortbildungen zu einem neuen Format ausbaute, den P4P (peer-for-peer) MOOCs. Im Jahr 2006 gründete er den Glanz Verlag, der zunächst Bildungsspiele publizierte. Aufgrund fehlender deutschsprachiger Literatur zur MOOC-Thematik begann Glanz in 2012 sein Promotionsstudium, das er mit der Dissertation Digitale Diskurskultur in der Bildung. Kommunikationswissenschaftliche Grundlagen, Analyse von Onlineforen und Folgerungen hinsichtlich der Konzeption eines Bildungsportals abschloss und Doktor der Philosophie an der Pädagogischen Hochschule in Freiburg wurde. In seiner Promotionsschrift analysierte er Portale (u. a. Wikipedia, YouTube, Facebook) hinsichtlich bildungsbezogener Diskursqualitätskriterien. Mehrere Veröffentlichungen folgten. Udo Glanz ist verheiratet und hat Kinder.

## Mitgliedschaften und Engagements (Auswahl)
- Seit 2006: Gründer und Geschäftsführer des Glanz Verlags in Freiburg.
- Seit 2008: Leiter des Hilfsprojekts Mandi zur schulischen Unterstützung für tibetische Flüchtlingskinder.
- Seit 2013: Online-Bildungsprojekte auf MOOCit.de: Kurzfilmkanon.de, Kult-Spiel.de, Freiburgspiel.de, Joblin.de, Bierdeckelquiz.de, Liedlernen.de
- Seit 2016: Realschullehrer an der Emil-Thoma-Realschule, Freiburg, Entwicklung eines Medienkonzepts für deutsche Schulen.
- Seit 2019: Moderation und Leitung des Workshops MOOCs & Binnendifferenzierung im Qualitätszirkel Digitalisierung. Referententätigkeit in der Lehrer- und Studierendenfortbildung zur MOOC Medienmentoren Ausbildung an der Pädagogischen Hochschule Freiburg.

## Publikationen (Auswahl)

### MOOCit und die Digitalisierung an deutschen Schulen
- MOOCs selbst erstellen * P4P MOOCs in Schule, Ausbildung, Studium – Kopiervorlagen, ISBN 978-3-940320-28-5
- 1001 German Angst vor der digitalen (R)Evolution: Der Countdown der Grundrechte im digitalen Zeitalter, ISBN 978-3-940320-14-8
- Kein Verständnis ist wahrscheinlicher – Das IBW-Modell für digitale Diskursqualität, ISBN 978-3-940320-15-5
- Medienkonzept für deutsche Schulen auf MOOCit.de
- MOOC it! MOOCs für die Schule und das Studium, ISBN 978-3-940320-13-1
- Digitale Diskurskultur in der Bildung (Dissertation), ISBN 9783940320-063

### Bildungsprojekte: MOOCwiki & Print
- Die wichtigsten Texte der Menschheitsgeschichte, ISBN 978-3-940320-25-4
- Freiburger Stadtführung, ISBN 978-3-940320-20-9
- Kultur-Spiel, ISBN 978-3-940320-02-5
- Freiburgspiel, ISBN 978-3-940320-01-8